# Munții Banatului
Munții Banatului reprezintă subdiviziunea sudică a Carpaților Occidentali. Sunt delimitați de Defileul Dunării la sud, Culoarul Timiș-Cerna la est, Câmpia Lugojului la nord și o succesiune de dealuri la vest. Aceștia au următoarele resurse naturale: minereu de fier și bauxită (singurul zăcământ din România).

## Relieful
În zonă există un relief muntos cu păduri.
Altitudinile medii sunt de 700 - 1000 m, iar altitudinile cele mai mari sunt în Munții Semenic (Vârful Piatra Goznei) și Munții Almăjului (Vârful Svinecea Mare). Munții Banatului sunt formați în mod predominant din șisturi cristaline la care se adaugă calcare, fliș și 
roci vulcanice. 
Arealele calcaroase au un relief carstic foarte reprezentativ: peșteri (Peștera Comarnic), chei (Cheile Minișului, Cheile Nerei, Cheile Carașului), cursuri subterane, izvoare carstice, văi seci. Pe fliș se dezvoltă forme de relief structural, iar pe șisturile cristaline s-au conservat formele de modelare ciclică (platformele de eroziune), mai reduse altitudinal decât în Carpații Meridionali. În partea de vest și nord, Munții Banatului sunt mărginiți de o bordură deluroasă formată din strate sedimentare friabile (depuneri submarine și litorale din timpul pliocenului) cvasiorizontale și acumulări de pietrișuri și nisipuri piemontane. Partea centrală o constituie Munții Semenicului, mai înalți, cu platforme largi pe culmi și văi adânci pe margini. Zona de izvoare ale Bârzavei, Nerei și Timișului a constituit o regiune cu vechi așezări permanente situate la altitudine. Spre deosebire de Munții Semenic, alcătuiți din șisturi cristaline, Munții Aninei, situați spre vest, în continuarea acestora, au o structură și petrografie foarte complicate, în care calcarele ocupă suprafețe importante și dau forme reprezentative. La sud de zona Semenic-Anina se dezvoltă, pe Valea Nerei, Depresiunea Almăjului (Bozovici), o depresiune intramontană ca poziție; în sudul acesteia, Munții Almăjului, mai înalți, au la interferența cu Dunărea un relief spectaculos, îndeosebi în zona Cazanelor. Fâșia calcaroasă este continuată din Munții Aninei în Munții Locvei, iar la intersecția ei cu Valea Nerei s-au dezvoltat Cheile Nerei. Munții Banatului continuă spre nord-vest, dincolo de Depresiunea Caraș-Ezeriș (pe valea râului  Caraș) cu Munții Dognecei, mai joși (615 m) și „înecați” în sedimente.

## Climă
Clima Munților Banatului este temperată cu influențe submediteraneene.

## Hidrografie
Hidrografia este compusă din următoarele râuri:
- Mureș
- Nera
- Caraș
- Bârzava
- Timiș
- Bega

## Populație și așezări omenești
Culoarul Timiș-Cerna și Munții Banatului au reprezentat în perioada daco-romană un teritoriu de populare intensă. Dierna (Orșova) și Ad Mediam (Mehadia) erau puncte de tranzit obligatoriu spre Sarmizegetusa Ulpia Traiana. În secolele XIII - XIX au existat un intens schimb de populație între Munții Banatului și Oltenia, în ambele sensuri. În prezent densitatea populației variază între 25-50 loc./km² în apropierea centrelor urbane (Reșița, Caransebeș, Oravița). Sporul natural este foarte redus, frecvent negativ, ceea ce duce la depopularea unor așezări rurale. Există un aport alogen, ceea ce contribuie la realizarea unui echilibru demografic. 
Turismul dispune de obiective notabile (Defileul Dunării cu Cazanele, zona carstică Anina, Cheile Nerei, Cheile Carasului, amenajările turistice de pe muntele Semenic etc.).

## Activitate economică
Așezările rurale, în general mici, au frecvent activități legate de creșterea animalelor, activități miniere sau legate de economia forestieră. Așezările urbane sunt: Reșița (86.000 loc.), Caransebeș (28.000 loc.), Bocșa (19.000 loc.), Moldova Nouă (14.000 loc.). Reșița s-a dezvoltat foarte mult datorită industriei metalurgice; are în prezent funcții mai diversificate, dar o structură urbană influențată de spațiul limitat oferit de relieful văii Bârzavei. Caransebeș este principalul centru urban din culoarul Timiș Cerna cu o industrie mai modestă (în care predomină prelucrarea lemnului), dar cu funcții de transport (nod feroviar, rutier, aeroport) și culturale. Celelalte orașe au fiecare structuri urbane și funcționale proprii, astfel: Bocșa este un oraș industrial (Construcții metalice); Moldova Nouă este un centru minier, cu port la Dunăre (Moldova Veche); Orșova, strămutat pe un amplasament nou și integral reconstruit, are activități industriale (transport naval, prelucrarea bumbacului) și este un port de tranzit; Oravița are un trecut semnificativ (primul teatru de pe actualul teritoriu românesc, centru administrativ, industrie de prelucrare a cuprului), dar cu o industrie mai modestă în prezent (textilă, lemn); Anina este un centru minier; Oțelu-Roșu (Ferdinandsberg) a fost un important centru industrial-metalurgic, cu aprox. 13.000 de locuitori.